# Jacqueline Hoang Nguyen
Jacqueline Hoàng Nguyễn, född 1979 i Montreal, Kanada, är en kanadensisk konstnär med vietnamesiskt ursprung. Sedan år 2003 är hon baserad i Sverige. 
Återkommande teman i Nguyễns arbete rör makt, motstånd, migration och feminism. I sin konstnärliga praktik arbetar hon ofta med utgångspunkt i historisk research och skapar både fotografi, audio/video och installationer. Bland annat har hon producerat storskaliga verk med utgångspunkt i sin egen familjehistoria av flykt från Vietnam.
Nguyễn har visat sina verk bl a på Bonniers konsthall i Stockholm och på Július Koller Society i Bratislava. Redan 2014 initierade hon tillsammans med curatorn Maiko Tanaka projektet "The making of an Archive" med fokus på gräsrotsaktivism och migranterfarenheter i Vancouver och Montreal. År 2015 hade Nguyễn residens på Etnografiska museet i Stockholm, och visade då utställningen "Svart Atlas", med en kritisk blick på museets fotosamlingar.
Nguyễn är doktorand på Konstfack och KTH. Hon har tidigare studerat vid Concordia University i Montréal och Konsthögskolan i Malmö, samt deltagit i ISP på Whitney Museum of American Art.